# Тетраклинис
Тетракли́нис (лат. Tetraclinis) — монотипный род вечнозелёных хвойных деревьев семейства Кипарисовые (Cupressaceae), включающий единственный вид Тетраклинис чле́нистый (Tetraclinis articulata). Растение известно как берберийская туя и сандараковое дерево. По названию смолы, получаемой из дерева, растение ещё называют кратко «сандарак».
Синонимы
- Callitris articulata (Vahl) Murb.
- Callitris macrostachya Steud.
- Callitris quadrivalvis Rich. & A.Rich.
- Callitris triquetra Loudon
- Cupressus articulata (Vahl) J.Forbes
- Cupressus triquetra Jacques
- Juniperus cunninghamii Carrière
- Thuja articulata Vahl basionym — Туя членистая

## Ботаническое описание
Небольшое, медленно растущее дерево высотой 6—15 м (редко достигает 20 м) с диаметром ствола обычно около 0,5 м, иногда до 1 м. Образует зонтиковидную рыхлую крону.
Хвоя несглаженная четырёхугольная.
Плоды — шишки длиной 10—15 мм с толстыми древеснистыми чешуйками, при созревании зелёного цвета, позже коричневые. Семена 5—7 мм длиной и 2 мм шириной, с широкими крыльями.

## Ареал
Эндемик западного Средиземноморья. В естественных условиях растёт в Африке, на юго-востоке Испании (в окрестностях Картахены) и на острове Мальта. Родиной его являются Атласские горы в Марокко.

## Хозяйственное значение и применение
Из дерева получают смолу, называемую сандарак, которая используется в производстве ценных лаков.
Мягкая древесина используется для производства различных поделок и декоративных изделий. Высоко ценятся наросты на стволах, древесина которых обладает красивым рисунком. Смолистая древесина дерева устойчива против гниения.
Деревья этого вида выращивается в качестве бонсай.

## Прочие сведения
Дерево считается национальным символом Мальты, где его называют Għargħar.